# Adunanza digitale
Adunanza Digitale è la libera organizzazione di quella parte del mondo web che ritiene fondamentale per difendere  le libertà digitali usare lo strumento di un'assemblea distribuita nello spazio e nel tempo. Il termine Assemblea distribuita è stato usato perché si pone come una grande assemblea tuttavia suddivisa in tanti tavoli di discussione. Rispetto ad un'assemblea tradizionale i tavoli di discussione sono tenuti in luoghi e tempi diversi.

## Storia

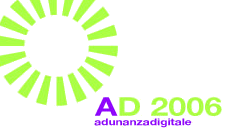
Il logo dell'edizione 2006 di Adunanza Digitale.

Come movimento, Adunanza Digitale nasce nel 2006 per iniziativa di Hackaserta 81100 ed allo stato attuale ha ancora concretizzato solo parzialmente la sua idea progettuale.
L'idea di questa manifestazione era creare un evento intermedio fra le due manifestazioni più note nell'ambito della comunità del software libero italiana hackmeeting e Linux Day.
L'idea di base è un evento che come Hackmeeting permetta alla comunità, ritrovandosi in un unico posto, di crescere culturalmente e tecnicamente.
Un evento come il Linux Day permette alla comunità, disperdendosi in tutte le città, di crescere numericamente.
L'idea base di Adunanza Digitale è utilizzare le potenzialità di Internet per creare un evento distribuito ma collegato, fare in modo di avere insieme una crescita della comunità che sia al tempo stesso politica, culturale, tecnica ma anche numerica; Adunanza Digitale quindi non si distingue  dal grande movimento delle libertà digitali per finalità od obiettivi, ma solamente per lo strumento privilegiato considerato il più duttile e rispondente ai bisogni del momento.
Adunanza Digitale è quindi un'assemblea distribuita nello spazio e nel tempo. Per iniziativa di un gruppo locale viene costituito ciascun tavolo di discussione. Il tavolo di discussione è tenuto dal gruppo locale a cui Hackaserta fornisce solo il supporto per lo screencast e il videocast.
Con Adunanza Digitale si riconoscono appassionati di informatica, attivisti delle libertà digitali e del software libero. L'evento è totalmente autogestito e autofinanziato. La prima edizione si è tenuta a Caserta il 4 novembre 2006.
Nel 2006 la piattaforma di stream è stata VLC dal 2008 il sistema sarà basato su ffmpeg e ffserver.

## Adunanze Passate
| Città       | Tema                                 | Organizzatore                                         |
| ----------- | ------------------------------------ | ----------------------------------------------------- |
| Caserta     | Diritti Digitali                     | Hackaserta 81100                                      |
| Napoli      | GNU Linux                            | Nalug                                                 |
| Padova      | Liberi saperi                        | CopyRiot                                              |
| Roma        | Musica e democrazia                  | Linux Club                                            |
| Salerno     | Libertà è partecipazione             | HopFrog                                               |
| San Giorgio | Digital divide                       | Hackaserta 81100 e Open Mind                          |
| Trieste     | Software libero e PA                 | Casa della Cultura                                    |
| Vigevano    | Migrazione della rivista la Barriera | HackFunk e La Barriera                                |
| Caserta     | Rimborso licenze                     | Hackaserta 81100 Assoli Copyriot Hacklab Firenze Aduc |
| Caserta     | LUG Caserta                          | Caserta GNU/Linux User Group                          |

## Prospettive
La prospettive futura è quella di costituire un'assemblea continua.